# Love Letter (岩崎宏美のアルバム)
『Love Letter』（ラブ・レター）は、岩崎宏美の12作目のオリジナル・アルバム。1982年11月5日発売。発売元はビクター音楽産業。規格品番はSJX-30169。

## 概要
岩崎の誕生日を記念して制作された全曲自身の作詞によるコンセプト・アルバム。収録曲のうち3曲は作詞作曲とも手掛けている。当時は、アーティストの誕生日等の記念日にレコード発売日を設定することは珍しく、特にビクターに於いてはほとんど無かったため、当時のビクターに於ける定期発売日の中で一番日にちの近い11月5日が発売日に決まった。
A-5「My Darling」は音楽プロデューサー飯田久彦とのデュエット曲。B-3の小曲「ワン・碗」で歌われているガンバロンとミルミルとは、当時岩崎が飼っていたミニチュアダックスフントのつがいのことである。名前の由来は小さなスーパーマン ガンバロンとヤクルトミルミルである。オリジナル盤の最後の曲「やさしい妹へ」は、妹の岩崎良美との幼少期の思い出を織り込んだスローバラードとなっている。
編曲者のうち、″海出景広″(かいで・けいこう)とは当時のレコーディング・ディレクター小池秀彦の変名である。
2007年に紙ジャケットで初CD-DA化にて復刻された際には、アルバム未収録であった「思い出さないで」のシングルバージョンと、そのB面曲の「メラニーに」がボーナス・トラックとして追加収録された。

## アートワーク
アルバムのキャッチコピーは、″どこを切っても 宏美ちゃん!!″
手作りの雰囲気を出すため、題字からアルバムの帯、歌詞カードに至るまで本人の自筆により書かれており、歌詞カードに掲載された写真も岩崎自身が撮影したものである。また、レコードのレーベルもピクチャー仕様になっており、A面には本人の似顔絵（自画像）を、B面には当時の飼い犬が描かれている（復刻盤CDにおいては、A面のみ再現、B面のものはライナーノーツにモノクロで掲載した）。ジャケット表の写真は、富岡八幡宮の隣にあるお不動様（深川不動堂）の仲見世通りにあった駄菓子屋の前で、裏ジャケットはその近くのきんつば屋の前で撮られたもの。

## 収録曲

### LP / CT
| 全作詞: 岩崎宏美。 |                      |          |            |          |      |
| #                  | タイトル             | 作詞     | 作曲       | 編曲     | 時間 |
| 1.                 | 「南の島の忘れもの」 | 岩崎宏美 | 佐藤準     | 佐藤準   | 5:15 |
| 2.                 | 「夢のかけら」       | 岩崎宏美 | 武谷光     | 萩田光雄 | 3:30 |
| 3.                 | 「甘いせかい」       | 岩崎宏美 | 水谷公生   | 佐藤準   | 4:24 |
| 4.                 | 「深川 その1」       | 岩崎宏美 | 岩崎宏美   | 海出景広 | 2:08 |
| 5.                 | 「My Darling」       | 岩崎宏美 | 竹内まりや | 清水信之 | 4:18 |

| 全作詞: 岩崎宏美。 |                  |          |          |          |      |
| #                  | タイトル         | 作詞     | 作曲     | 編曲     | 時間 |
| 1.                 | 「I LIKE SEIJO」 | 岩崎宏美 | 滝沢洋一 | 鈴木茂   | 4:27 |
| 2.                 | 「ときめき」     | 岩崎宏美 | 浜田金吾 | 鈴木茂   | 3:55 |
| 3.                 | 「ワン・碗」     | 岩崎宏美 | 岩崎宏美 | 海出景広 | 0:41 |
| 4.                 | 「今夜のあなた」 | 岩崎宏美 | 大野克夫 | 清水信之 | 3:25 |
| 5.                 | 「深川 その2」   | 岩崎宏美 | 岩崎宏美 | 海出景広 | 1:28 |
| 6.                 | 「やさしい妹へ」 | 岩崎宏美 | 萩田光雄 | 萩田光雄 | 6:56 |

### CD
| 全作詞: 岩崎宏美。 |                      |          |            |          |      |
| #                  | タイトル             | 作詞     | 作曲       | 編曲     | 時間 |
| 1.                 | 「南の島の忘れもの」 | 岩崎宏美 | 佐藤準     | 佐藤準   | 5:15 |
| 2.                 | 「夢のかけら」       | 岩崎宏美 | 武谷光     | 萩田光雄 | 3:30 |
| 3.                 | 「甘いせかい」       | 岩崎宏美 | 水谷公生   | 佐藤準   | 4:24 |
| 4.                 | 「深川 その1」       | 岩崎宏美 | 岩崎宏美   | 海出景広 | 2:08 |
| 5.                 | 「My Darling」       | 岩崎宏美 | 竹内まりや | 清水信之 | 4:18 |
| 6.                 | 「I LIKE SEIJO」     | 岩崎宏美 | 滝沢洋一   | 鈴木茂   | 4:27 |
| 7.                 | 「ときめき」         | 岩崎宏美 | 浜田金吾   | 鈴木茂   | 3:55 |
| 8.                 | 「ワン・碗」         | 岩崎宏美 | 岩崎宏美   | 海出景広 | 0:41 |
| 9.                 | 「今夜のあなた」     | 岩崎宏美 | 大野克夫   | 清水信之 | 3:25 |
| 10.                | 「深川 その2」       | 岩崎宏美 | 岩崎宏美   | 海出景広 | 1:28 |
| 11.                | 「やさしい妹へ」     | 岩崎宏美 | 萩田光雄   | 萩田光雄 | 6:56 |

| #         | タイトル           | 作詞       | 作曲       | 編曲      | 時間  |
| --------- | ------------------ | ---------- | ---------- | --------- | ----- |
| 12.       | 「思い出さないで」 | 中山大三郎 | 中山大三郎 | 青木望    | 4:08  |
| 13.       | 「メラニーに」     | 福田一三   | 長部正太   | 清水信之  | 4:57  |
| 合計時間: | 合計時間:          | 合計時間:  | 合計時間:  | 合計時間: | 49:57 |